# Jan Brueghel (starszy)

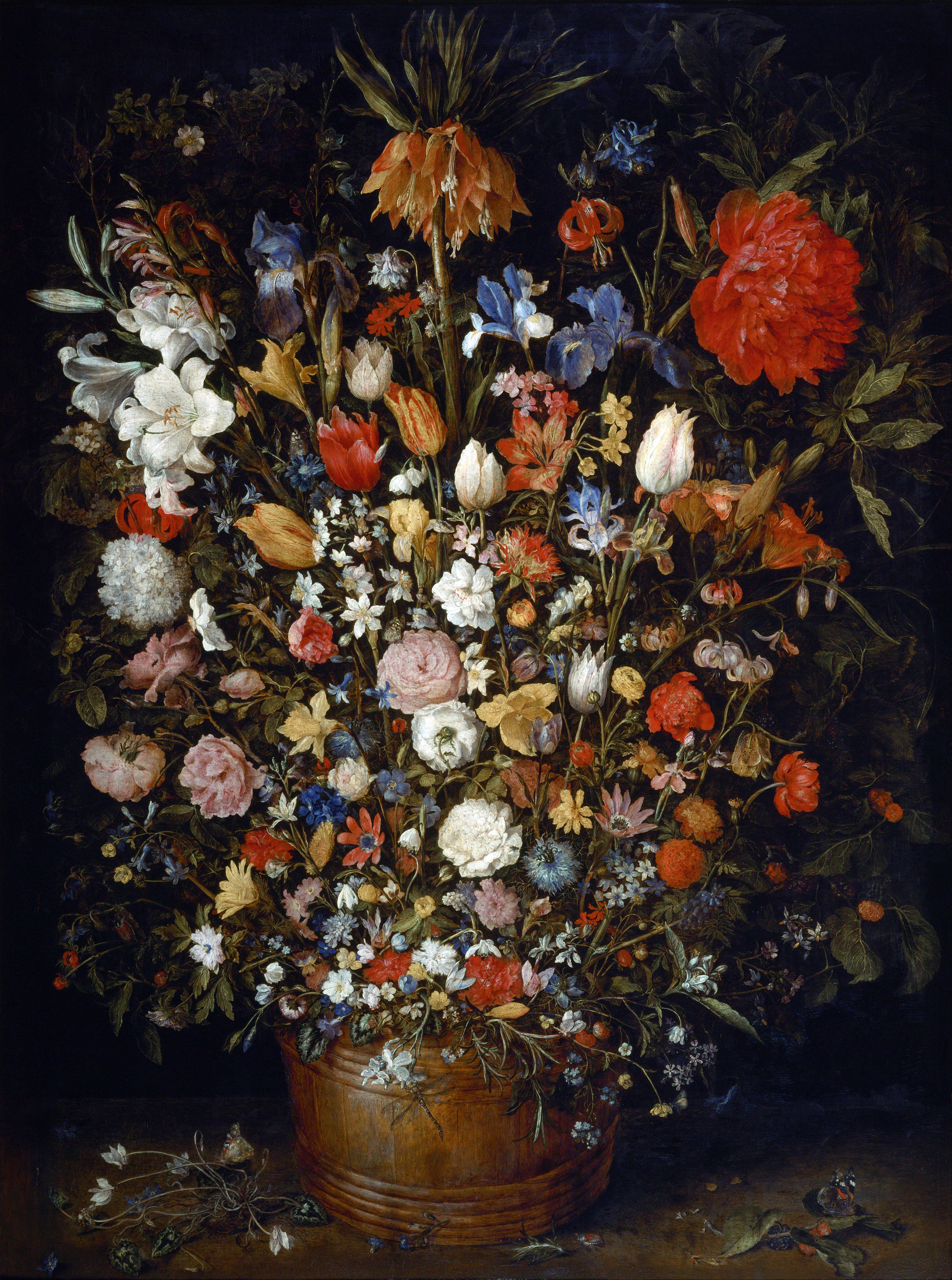
Bukiet (1606 - 1607), Kunsthistorisches Museum, Wiedeń

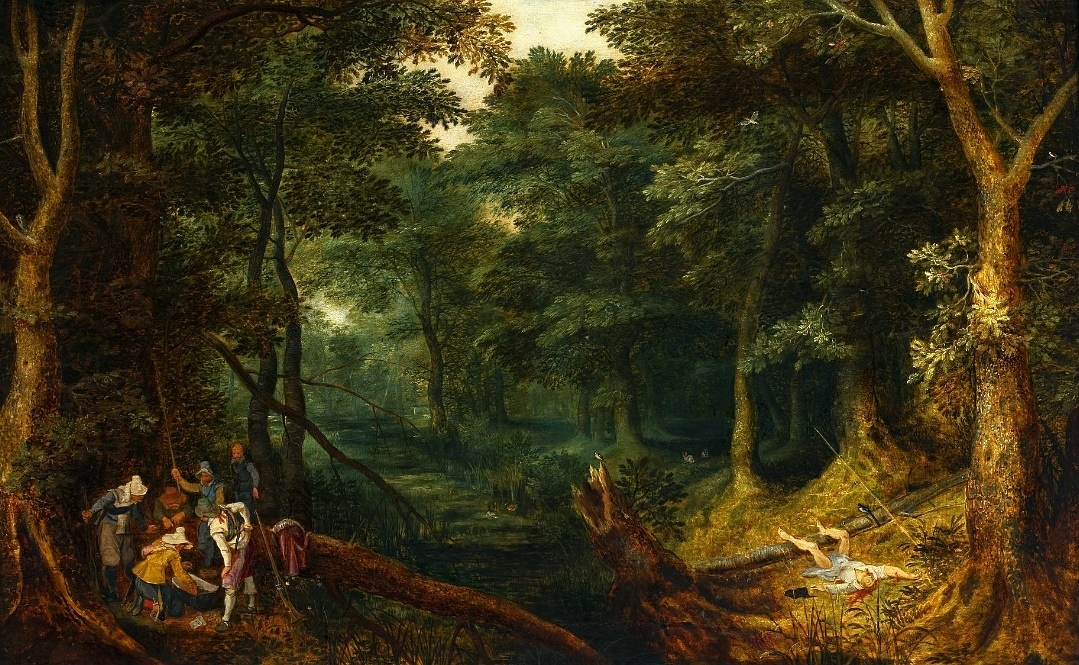
Pejzaż z rozbójnikami dzielącymi łup (1605) (wraz Sebastianem Vrancxem), Muzeum Narodowe w Warszawie

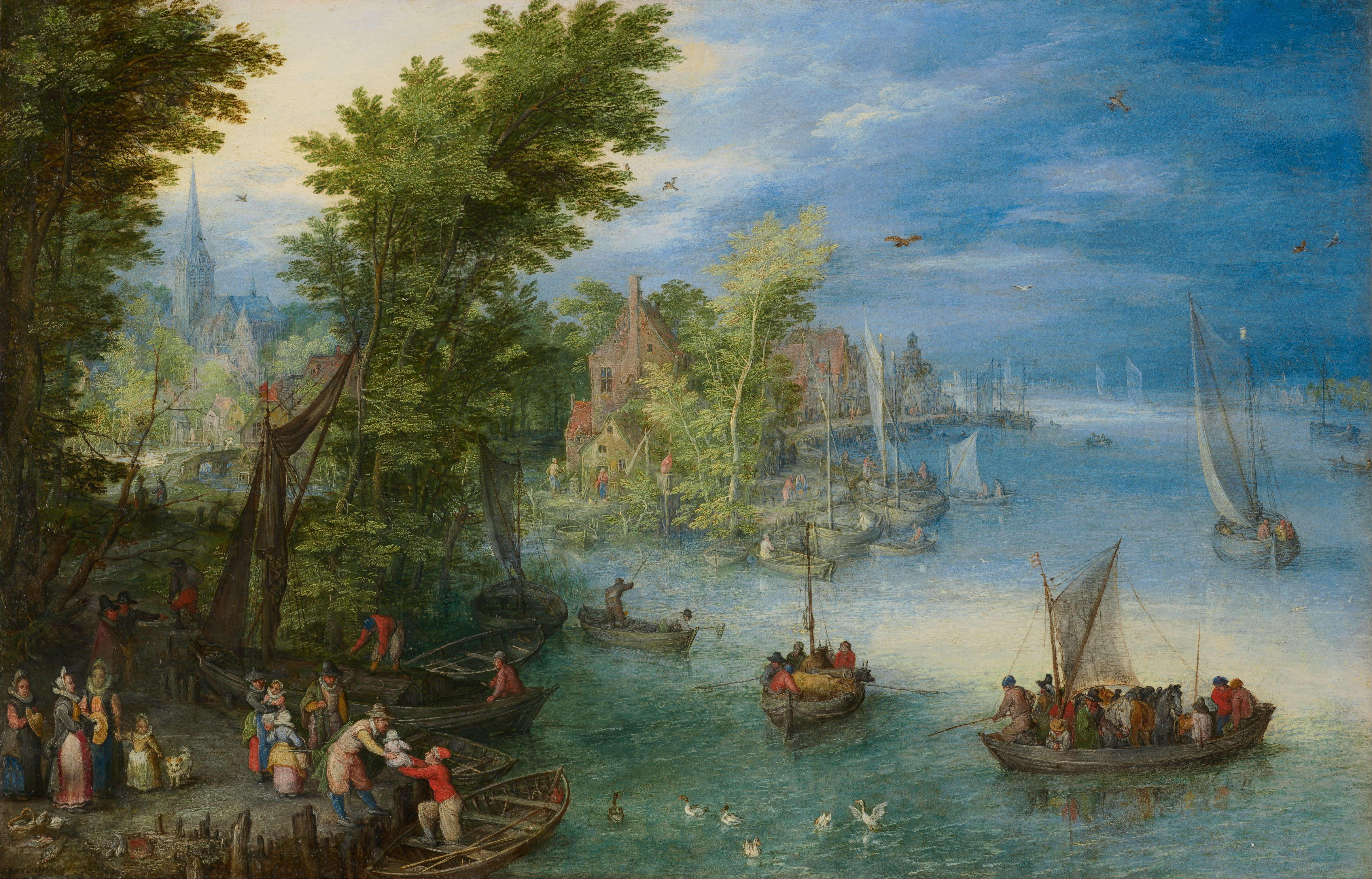
Krajobraz rzeczny (1607), National Gallery of Art, Waszyngton

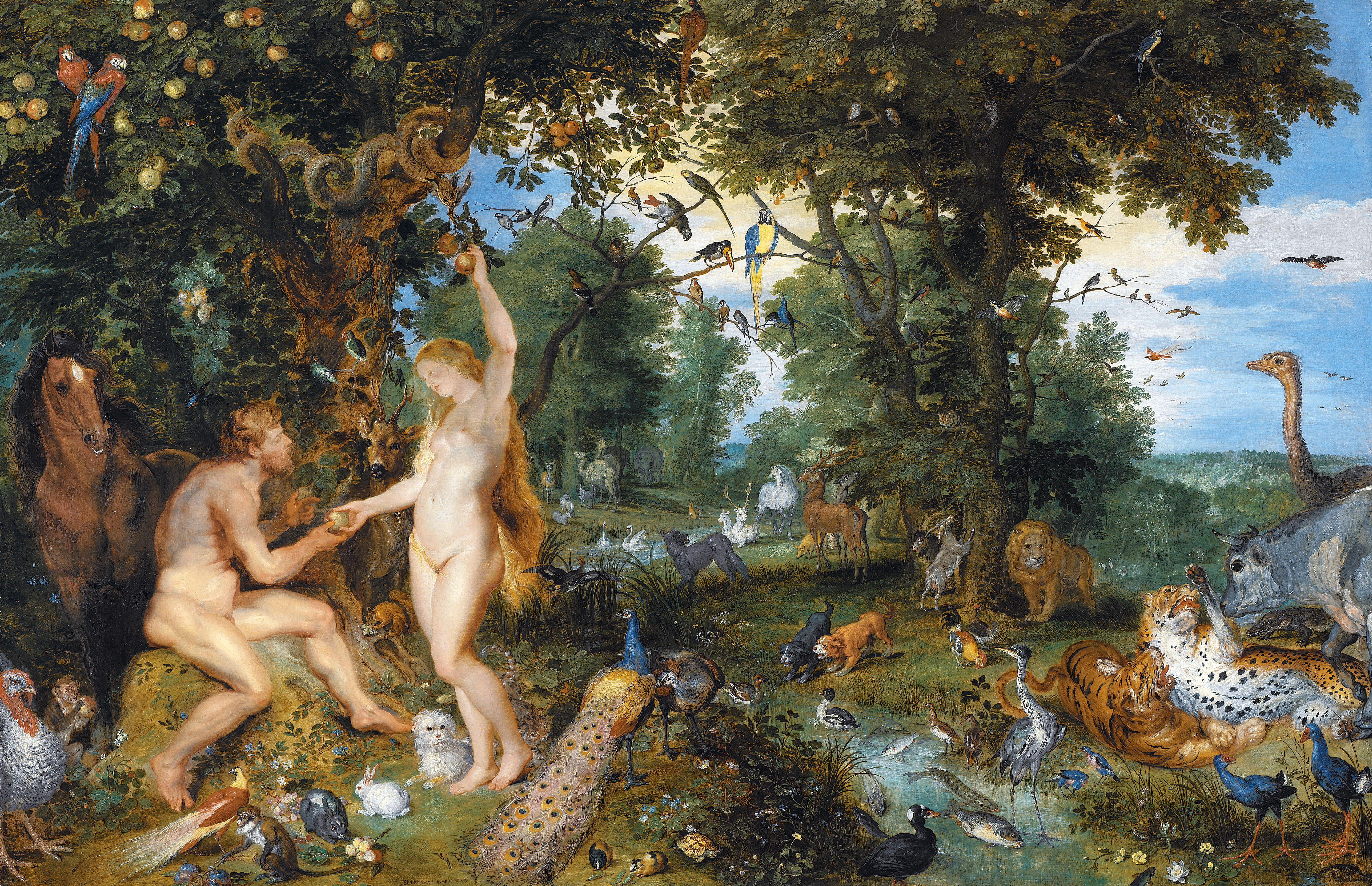
Raj i grzech pierworodny (1617) (wraz z Rubensem), Mauritshuis, Haga

Jan Brueghel (wymowa niderlandzka [jɑn ˈbɾøːɣəl], uproszczona polska [jan brechel]) (starszy), zwany Aksamitnym (ur. 1568 w Brukseli, zm. 13 stycznia 1625 w Antwerpii) – malarz flamandzki, syn Pietera Bruegla (starszego) i brat Pietera Brueghla (młodszego), zwanego Piekielnym; spowinowacony z malarskimi rodzinami Coecków, van Kesselów i Tenniersów.

## Życiorys
Swój przydomek zawdzięczał delikatnej fakturze malarskiej, łagodnym tonacjom kolorystycznym, bogactwu i zarazem harmonii swych niekiedy słodkich kompozycji. Sztuki malarskiej uczył się początkowo pod kierunkiem swej babki, wybitnej miniaturzystki, Marii Bessemers, później w pracowni Gillisa van Coninxloo.
W 1589 wyruszył, zwyczajem ówczesnych adeptów malarstwa, w podróż do Włoch, gdzie między innymi wszedł w służbę kardynała Borromero, który pozostał jego stałym klientem i mecenasem.
W 1597 wrócił do Antwerpii, gdzie był malarzem nadwornym arcyksiążąt.
Malował najczęściej niewielkie, często miniaturowe kompozycje, chętnie stosując na podobraziu blachę miedzianą. Do jego ulubionych motywów należały Madonny w otoczeniu girland i bukietów kwiatowych, alegorie, martwe natury, zwłaszcza z kwiatami i owocami; malował również pejzaże i sceny batalistyczne. Jego sielankowy styl, odznacza się świeżością kolorytu. Przedstawiał także sceny biblijne, np. Potop, Sodoma i Gomora.
Najczęściej malował bukiety kwiatów i krajobrazy ożywione motywami religijnymi i mitologicznymi, oraz drobnymi scenkami z życia chłopów i zwierząt (niekiedy malowali je Peter Paul Rubens, Pieter van Avont i Hendrick van Balen). Jego prace posiadają m.in. Prado w Madrycie, Ermitaż, Luwr i Stara Pinakoteka.
Malarskie tradycje kontynuował z powodzeniem jego syn, Jan Brueghel (młodszy), który w 1625 uzyskał w Antwerpii tytuł mistrza, a po powrocie z podróży do Włoch przejął pracownię ojca.

## Genealogia Brueghlów
|  |  |                           |                           |                           |                           | Pieter Bruegel (starszy)  |                           |  |  |                        |                        |                        |                        |                        |                        |  |  |               |               |               |               |               |               |  |  |                         |                         |                         |                         |                         |                         |  |  |
|  |  |                           |                           |                           |                           |                           |                           |  |  |                        |                        |                        |                        |                        |                        |  |  |               |               |               |               |               |               |  |  |                         |                         |                         |                         |                         |                         |  |  |
|  |  |                           |                           |                           |                           |                           |                           |  |  |                        |                        |                        |                        |                        |                        |  |  |               |               |               |               |               |               |  |  |                         |                         |                         |                         |                         |                         |  |  |
|  |  | Pieter Brueghel (młodszy) | Pieter Brueghel (młodszy) | Pieter Brueghel (młodszy) | Pieter Brueghel (młodszy) | Pieter Brueghel (młodszy) | Pieter Brueghel (młodszy) |  |  | Jan Brueghel (starszy) | Jan Brueghel (starszy) | Jan Brueghel (starszy) | Jan Brueghel (starszy) | Jan Brueghel (starszy) | Jan Brueghel (starszy) |  |  |               |               |               |               |               |               |  |  |                         |                         |                         |                         |                         |                         |  |  |
|  |  | Pieter Brueghel (młodszy) | Pieter Brueghel (młodszy) | Pieter Brueghel (młodszy) | Pieter Brueghel (młodszy) | Pieter Brueghel (młodszy) | Pieter Brueghel (młodszy) |  |  | Jan Brueghel (starszy) | Jan Brueghel (starszy) | Jan Brueghel (starszy) | Jan Brueghel (starszy) | Jan Brueghel (starszy) | Jan Brueghel (starszy) |  |  |               |               |               |               |               |               |  |  |                         |                         |                         |                         |                         |                         |  |  |
|  |  |                           |                           |                           |                           |                           |                           |  |  |                        |                        |                        |                        |                        |                        |  |  |               |               |               |               |               |               |  |  |                         |                         |                         |                         |                         |                         |  |  |
|  |  |                           |                           |                           |                           |                           |                           |  |  |                        |                        |                        |                        |                        |                        |  |  |               |               |               |               |               |               |  |  |                         |                         |                         |                         |                         |                         |  |  |
|  |  | Ambrosius Brueghel        | Ambrosius Brueghel        | Ambrosius Brueghel        | Ambrosius Brueghel        | Ambrosius Brueghel        | Ambrosius Brueghel        |  |  | Jan Brueghel (młodszy) | Jan Brueghel (młodszy) | Jan Brueghel (młodszy) | Jan Brueghel (młodszy) | Jan Brueghel (młodszy) | Jan Brueghel (młodszy) |  |  | Anna Brueghel | Anna Brueghel | Anna Brueghel | Anna Brueghel | Anna Brueghel | Anna Brueghel |  |  | David Teniers (młodszy) | David Teniers (młodszy) | David Teniers (młodszy) | David Teniers (młodszy) | David Teniers (młodszy) | David Teniers (młodszy) |  |  |
|  |  | Ambrosius Brueghel        | Ambrosius Brueghel        | Ambrosius Brueghel        | Ambrosius Brueghel        | Ambrosius Brueghel        | Ambrosius Brueghel        |  |  | Jan Brueghel (młodszy) | Jan Brueghel (młodszy) | Jan Brueghel (młodszy) | Jan Brueghel (młodszy) | Jan Brueghel (młodszy) | Jan Brueghel (młodszy) |  |  | Anna Brueghel | Anna Brueghel | Anna Brueghel | Anna Brueghel | Anna Brueghel | Anna Brueghel |  |  | David Teniers (młodszy) | David Teniers (młodszy) | David Teniers (młodszy) | David Teniers (młodszy) | David Teniers (młodszy) | David Teniers (młodszy) |  |  |
|  |  |                           |                           |                           |                           |                           |                           |  |  |                        |                        |                        |                        |                        |                        |  |  |               |               |               |               |               |               |  |  |                         |                         |                         |                         |                         |                         |  |  |
|  |  |                           |                           |                           |                           |                           |                           |  |  | Abraham Brueghel       |                        |                        |                        |                        |                        |  |  |               |               |               |               |               |               |  |  |                         |                         |                         |                         |                         |                         |  |  |

## Dzieła malarza
- Alegoria Ognia -  początek XVII wieku, Pinacoteca Ambrosiana, Mediolan
- Arcyksiążę Albert i Isabella odwiedzają gabinet kolekcjonerski -  (1621 - 1623), Walters Art Museum, Baltimore
- Bukiet -  (1606 - 1607), Kunsthistorisches Museum, Wiedeń
- Krajobraz rzeczny -  (1607), National Gallery of Art, Waszyngton
- Odpoczynek w czasie ucieczki do Egiptu -  (1578 do 1625), Muzeum Archidiecezjalne w Katowicach
- Pejzaż z rozbójnikami dzielącymi łup -  1605, olej na desce, 41 x 65,6 cm, Muzeum Narodowe w Warszawie (wraz Sebastianem Vrancxem)
- Nabrzeże -  1615, olej na płótnie, 25,8 x 37 cm Stara Pinakoteka, Monachium
- Raj i grzech pierworodny (wraz z Rubensem) -  1617, deska, 74,5 x 114,5 cm, Mauritshuis, Haga
- Zmysł smaku -  1618, olej na drewnie, 64 x 108 cm, Prado, Madryt
- Wizja świętego Huberta -  1620, olej na desce, 63 x 100 cm, Prado, Madryt